# CAR (proteína)
El receptor constitutivo de androstano (CAR), también conocido como NR1I3 (de sus siglas en inglés "nuclear receptor subfamily 1, group I, member 3"), es un receptor nuclear de hormonas cuya actividad es similar a la observada en los receptores de esteroides como estrógeno o progesterona, pero más similar en estructura a los receptores PPAR, LXR y RXR. CAR funciona de un modo diferente a otros receptores esteroideos y su actividad está aun siendo elucidada. No obstante, se ha observado que actúa en concierto con PXR para desintoxicar compuestos xenobióticos.
El receptor CAR es codificado, en humanos, por el gen nr1I3 (HGNC NR1I3 ) y pertenece a la superfamilia de receptores nucleares. Su papel es clave en la regulación del metabolismo de xenobióticos y endobióticos. La proteína se une al ADN como monómero o como heterodímero formando un complejo con el receptor X retinoide, regulando así la transcripción de los genes diana implicados en el metabolismo de drogas y fármacos y en el aclarado de la bilirrubina. Al contrario de lo que sucede con la mayoría de los receptores nucleares, la proteína CAR se encuentra activa de forma constitutiva en ausencia de ligando, pero es regulado tanto por agonistas como por agonistas inversos. La unión del ligando da lugar a una traslocación de CAR hacia el núcleo, donde activará o reprimirá la transcripción de los genes diana. Estos ligandos incluyen la bilirrubina, hormonas esteroideas, una variedad de compuestos extraños y determinados fármacos. Diversas variantes transcripcionales del gen codifican diferentes isoformas del receptor CAR.